# Daniel Pedro Cardinali
Daniel Pedro Cardinali (Buenos Aires, 13 de noviembre de 1943) es un médico argentino cuya especialidad es la fisiología y farmacología de la melatonina, en particular sus aplicaciones terapéuticas en la Medicina del Sueño. Es asesor del Vicerrectorado de Investigación de la Pontificia Universidad Católica Argentinae Investigador Superior Emérito del Consejo Nacional de Investigaciones Científicas y Técnicas(CONICET) de Argentina. 

## Biografía
Nació en Buenos Aires en 1943. En 1968 obtuvo su título de Médico en la Universidad del Salvador con el promedio más elevado de su promoción y en 1971 el de Doctor en Ciencias Biológicas (“summa cum laude”) en la misma universidad. En 1972 completó su formación postdoctoral en el Departament of Nutrition and Food Science del Massachusetts Institute of Technology y al siguiente año, en 1973, comenzó la carrera de Investigador Científico del CONICET, donde fue nombrado Investigador Superior en 1992 y en 2018 Investigador Superior Emérito como reconocimiento a sus destacados antecedentes académicos y su contribución al desarrollo de la ciencia en la Argentina.
A lo largo de su carrera se ha dedicado al estudio de la fisiología y farmacología de la melatonina aplicada a la Medicina del Sueño, especialidad de la que es considerado referente al punto de ser consultado por diversos medios de comunicación. Ha publicado libros y capítulos, de texto y divulgación sobre Fisiología, Neurofisiología, Cronobiología y Medicina del Sueño, además de diversos artículos en revistas especializadas, editados por las más importantes editoriales científicas.

### Trayectoria
Ha desarrollado su carrera exclusivamente en su país. Entre 1986 y 2008 fue profesor titular de Fisiología y Director del Laboratorio de Neurociencias de la Facultad de Medicina (Universidad de Buenos Aires). Desde marzo del 2009 y hasta febrero de 2019 se desempeñó como Director del Departamento de Docencia e Investigación y Director de la Carrera de Doctorado de la Facultad de Ciencias Médicas de la Pontificia Universidad Católica Argentina (UCA). En 2010 fue nombrado Profesor Emérito de la cátedra de Fisiología II de la en la carrera de la Medicina en la Universidad de Buenos Aires.
Como educador médico ha estado a cargo de diversas funciones curriculares en la UBA, Universidad Favaloro y en la UCA. Entre 1997 y 2002, fue uno de los cinco miembros de la Comisión Asesora del Área Médica de la Comisión Nacional de Evaluación y Acreditación Universitaria (CONEAU) que elaboró los instrumentos técnicos con los que hoy se evalúan las carreras de medicina en su país. Doctorandos y posdoctorandos dirigidos por Cardinali ocupan hoy posiciones en universidades e institutos de Investigación de la Argentina y en el exterior.
Es Académico Correspondiente de la Real Academia Nacional de Medicina de España y de la Academia de Ciencias Médicas de Córdoba (Argentina). Ha sido miembro de la Comisión Asesora de Ciencias Médicas y de la Junta de Calificación y Promoción del CONICET y de su Comité de Ética.
Fue Jefe de redacción de las revistas científicas Acta Physiologica et Pharmacologica Latinoamericana desde 1982 a 1990 y de Biological Signals and Receptors desde 1998 a 2002. Actualmente es Editor asociado de Neuroendocrinology Letters y miembro del comité editorial de las revistas Melatonin Research, American Journal of Neurodegenerative Disease y de Clinical Interventions in Aging.

### Distinciones
En el año 1977 recibió la Beca Guggenheim,y al año siguiente nominado como Joven Sobresaliente por la Cámara Junior de Buenos Aires. En 1983 el Premio Curt P. Richter de la International Society of Psychoneuroendocrinologyy en el año 2003 el Diploma al Mérito de los Premios Konex en la disciplina Ciencias Biomédicas Básicas, otorgado por la Fundación Konex. En 2007 fue distinguido con el Premio Scopus de Elsevier por ser el científico argentino más citado en el área de medicina. Ese mismo año recibió por parte del Ministerio de Ciencia, Tecnología e Innovación Productiva de la Nación, el Premio “Bernardo A. Houssay” a la Trayectoria Científica.Es, además, es uno de los científicos argentinos más citados en Scholar Google con más de 37 mil citas recibidas y se ubica en el 2% de los autores más citados del mundo en el ranking que la Universidad de Stanford junto con la editorial Elsevier y SciTech Strategies publicaron en octubre de 2023, siendo el primer médico argentino en integrar la lista. De un total de 204 644 investigadores ocupa la posición 19 732. En Web of Science es uno de los autores más citados en el campo de la melatonina. 
En el año 2008 recibió el “Aaron B. Lerner Pioneer Award” de la Federation of American Societies for Experimental Biology (FASEB) a la labor excepcional en el estudio de la melatonina, entregado por vez primera en esa oportunidad. La misma organización le entregó en 2015 lo distinguió por su 50 años de destacada labor en el campo de la biología y acciones terapéuticas de la melatonina. En 2014 recibió el Diploma en reconocimiento a la trayectoria en investigación dentro del ámbito de la Facultad de Medicina de la UBA y el Premio Hipócrates 2014, máximo galardón entregado por la Academia Nacional de Medicina a la trayectoria en investigación médica.
En el año 2017 recibió el Premio Internacional Pharmamel del programa Spin-Off de la Universidad de Granada (España) por sus investigaciones sobre la melatonina, y el Premio Consagración al Investigador de la Fundación para la interacción de los sistemas productivo, educativo, cientifico-tecnológico (FUNPRECIT), por su labor como investigador y promotor del desarrollo científico en Argentina. A su vez, la Federación de Sociedades Españolas de la República Argentina le entregó la Medalla de la Hispanidad, distinción otorgada a ciudadanos argentinos que se destacan en distintos ámbitos vinculados a través de sus actividades con la colectividad española.

#### Honoris Causa
Fue nombrado Doctor "honoris causa" en Medicina de la Universidad Complutense de Madrid (1991), de la Universidad de Salamanca (1998)y de la Universidad Nacional de Córdoba (2022).